# PotPlayer
PotPlayer é um programa reprodutor de multimídia para o sistema operacional Microsoft Windows pela empresa sul-coreana de Internet Kakao (anteriormente Daum Communications). 
O player compete com outros players populares disponíveis para o sistema operacional Windows, como o VLC, GOM Player, KMPlayer, SMPlayer e Media Player Classic. A recepção do público sobre o programa foi positiva, com diversos revisores elogiando o número alto de configurações e personalizações disponíveis do programa , bem como por ser leve e suportar uma grande variedade de formatos.  Entre suas críticas, os revisores também observaram que seu alto número de configurações é uma de suas maiores fraquezas, já que traz dificuldades ao usuário para a configuração correta, com um menu de opções aparentemente confuso. 